# Vasyl Tesmyneckyj
Vasyl Petrovyč Tesmyneckyj (* 12. ledna 1979) je bývalý ukrajinský zápasník–volnostylař.

## Sportovní kariéra
Pochází z vinnycké obce Mala Stratijivka. Připravoval se v Kyjevě v armádním tréninkovém centru CSKA. V ukrajinské mužské volnostylařské reprezentaci se prosazoval od roku 2005 ve váze do 96 kg, ve které nahradil oseta Vadima Tasojeva. V roce 2007 vybojoval sedmým místem na Mistrovství světa v Baku účast na olympijských hrách v Pekingu v roce 2008. V ukrajinské olympijské nominaci však dostal přednost další oset Georgij Tybylov. Od roku 2009 startoval ve vyšší váze do 120 kg. V roce 2012 se do ukrajinské olympijské nevešel na úkor Oleksandra Chocjanivského.

## Výsledky
| Turnaj             | 2005 | 2006 | 2007 | 2008 | 2009 |
| Turnaj             | 26   | 27   | 28   | 29   | 30   |
| Turnaj             | -96  | -96  | -96  | -96  | -120 |
| ------------------ | ---- | ---- | ---- | ---- | ---- |
| Olympijské hry     |      |      |      | —    |      |
| Mistrovství světa  | 3.   | 8.   | 7.   |      | úč.  |
| Mistrovství Evropy | 5.   | —    | —    | —    | 3.   |